# Ovula
Ovula là một chi ốc biển, là động vật thân mềm chân bụng sống ở biển thuộc họ Ovulidae.

## Hình ảnh

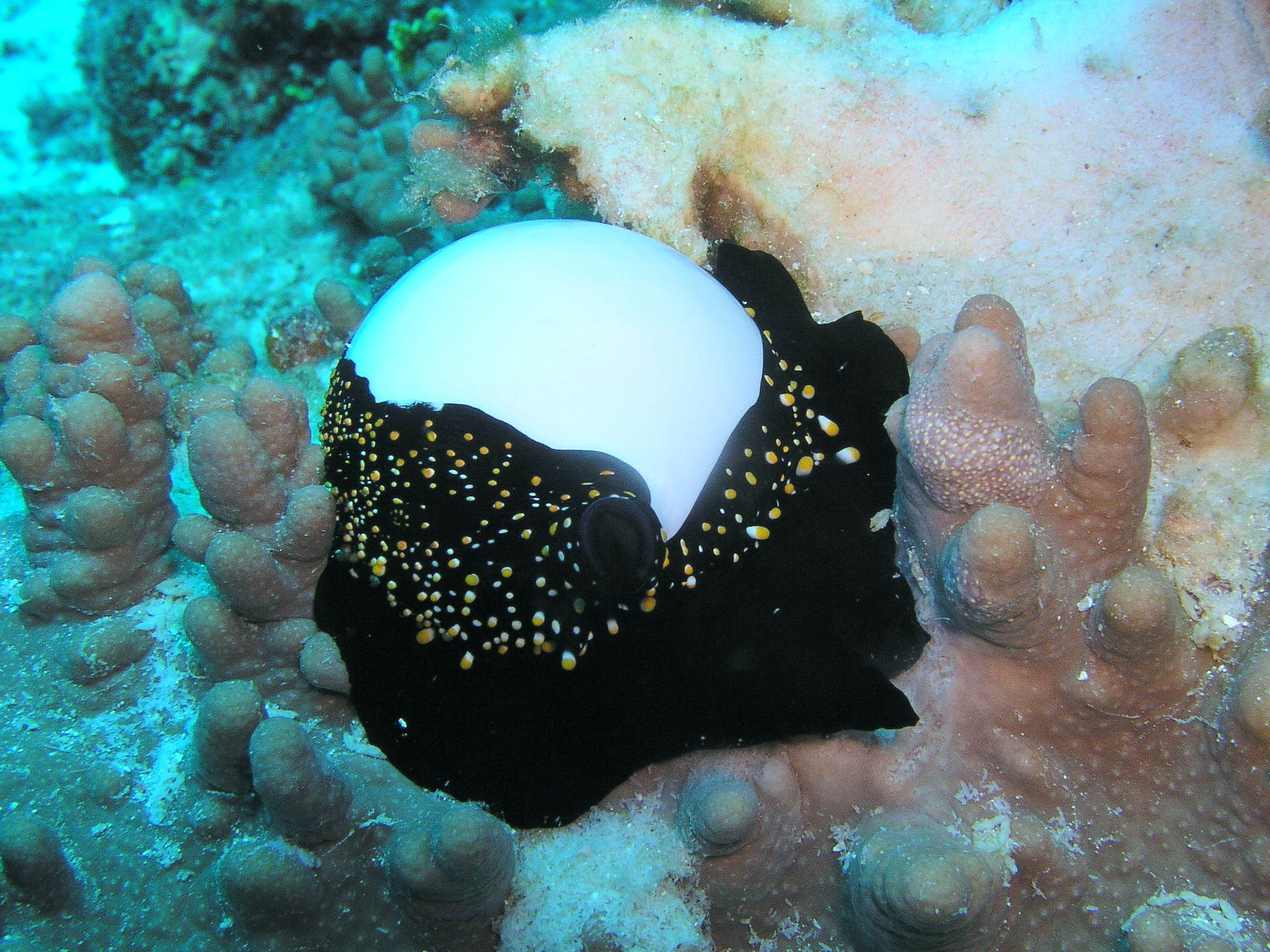
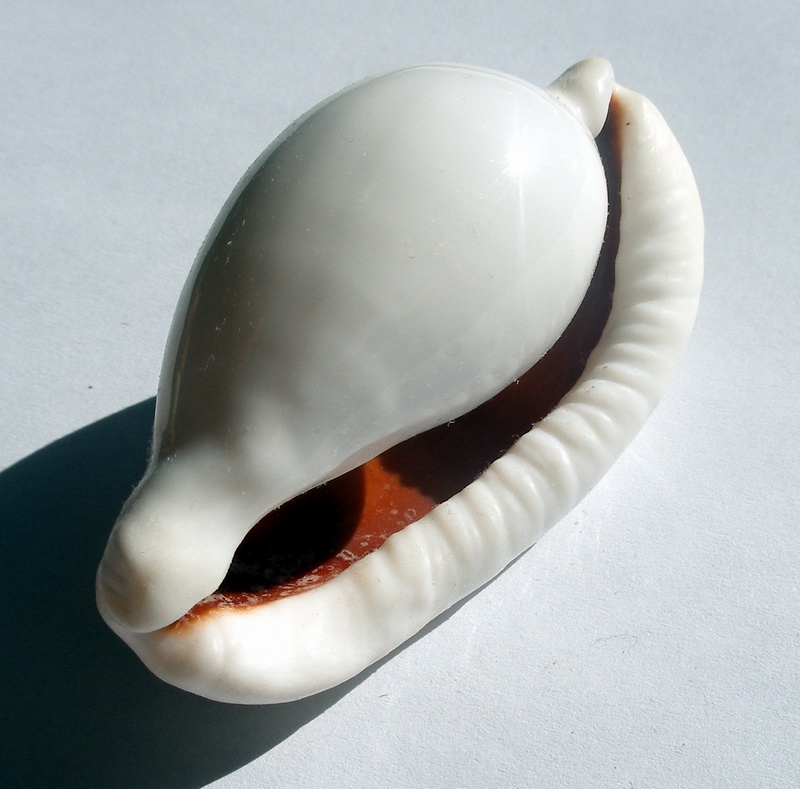
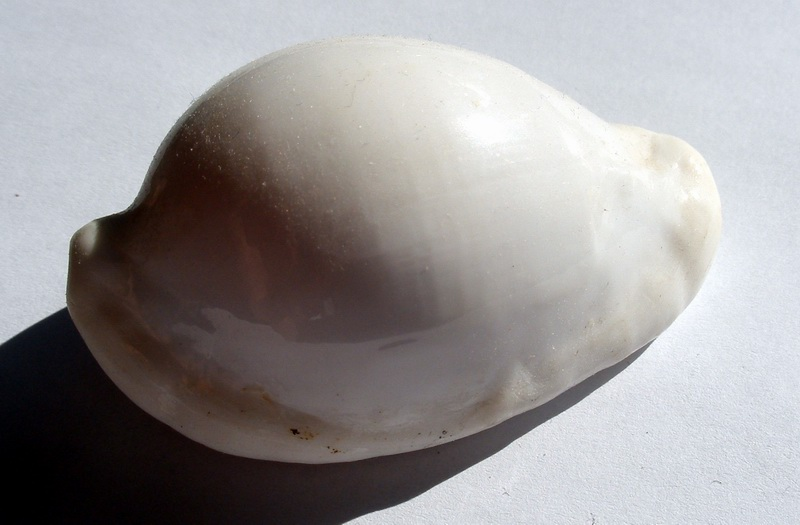

## Các loài
Các loài thuộc chi Ovula bao gồm:
- Ovula costellata Lamarck, 1810[2]
- Ovula ishibashii (Kuroda, 1928)[3]
- Ovula ovum (Linnaeus, 1758)[4]